# Hechte
Die Hechte (Esox) sind eine Gattung spindelförmiger Raubfische mit sieben Arten, die in Europa, Nordamerika und Nordasien leben. Der Hecht (Esox lucius) hat das weiteste Verbreitungsgebiet und kommt zirkumpolar vor, der Amurhecht (Esox reicherti) lebt im Stromgebiet des Amur und auf Sachalin, die drei übrigen Arten sind auf das östliche Nordamerika beschränkt. Hechte sind Prädatoren und ernähren sich von anderen Fischen, Fröschen, Molchen, Mäusen, Ratten und jungen Enten, gelegentlich sogar Krebsen.

## Merkmale

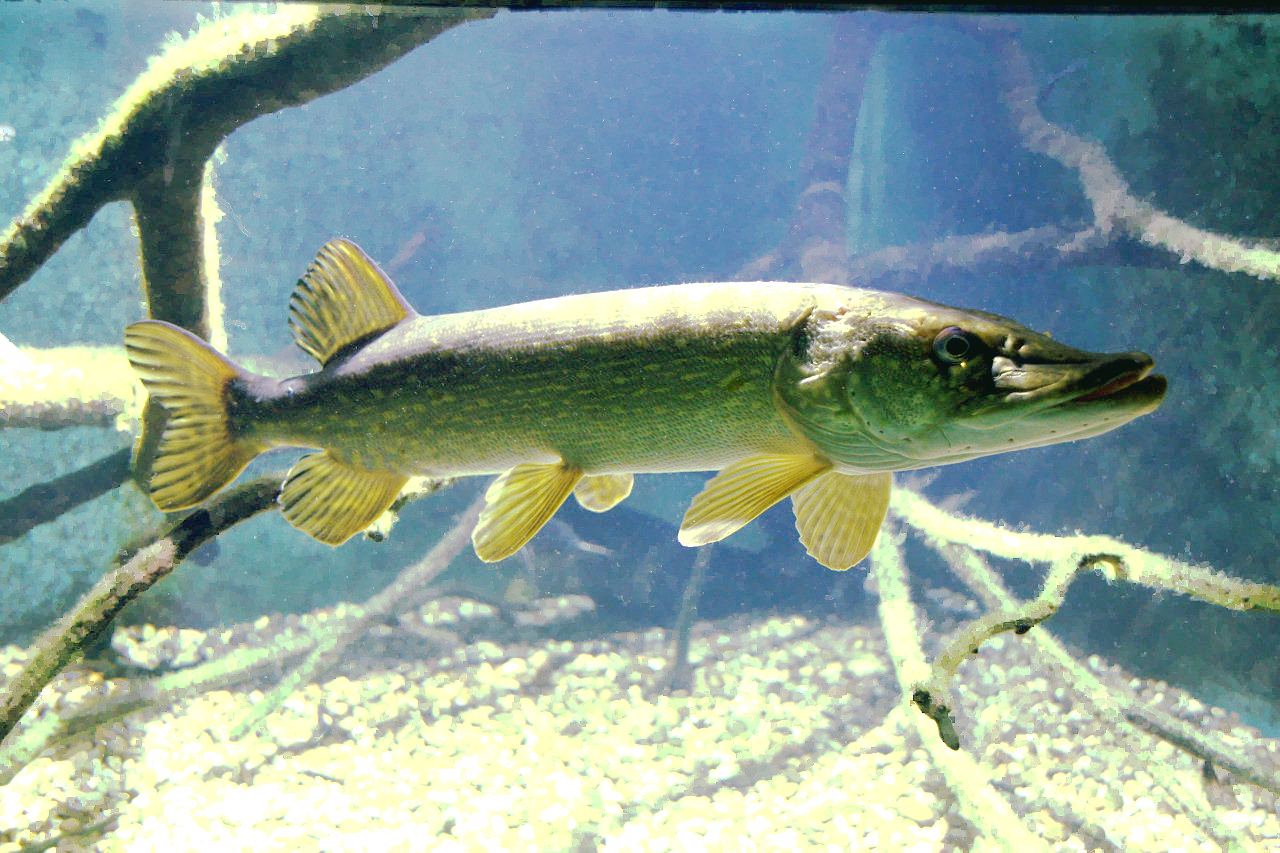
Hecht im Haus des Meeres in Wien

Hechte haben einen walzenförmigen (seitlich nur wenig abgeflachten) Körper und ein weites, entenschnabelförmiges Maul mit etwa 700 spitzen, nach hinten gebogenen Zähnen (Fang- und Bürstenzähne). Rückenflosse und Afterflosse sind weit nach hinten verlagert und bilden zusammen mit der Schwanzflosse ein Ruder, das den Stoßräubern einen schnellen Vorstoß auf die Beute ermöglicht. Die Bauchflossen sitzen in der Körpermitte. Die Schwanzflosse ist gegabelt und hat 40 bis 50 Flossenstrahlen, von denen 17 verzweigt sind. Keine Flosse hat Hartstrahlen. Hechte haben kleine Rundschuppen, das Seitenlinienorgan ist vollständig. Die Schwimmblase ist durch einen Ductus pneumaticus mit dem Vorderdarm verbunden. Hechte werden, je nach Art, 40 Zentimeter bis maximal 1,80 Meter lang. Die Anzahl der Wirbel beträgt 43 bis 67.

## Systematik
Die Gattung Esox hat zwei Untergattungen und sieben Arten:
- Untergattung Esox
  - Hecht (Esox lucius) Linnaeus, 1758
  - Esox aquitanicus Denys et al., 2014[2]
  - Italienischer Hecht (Esox cisalpinus Bianco & Delmastro, 2011)
  - Muskellunge (Esox masquinongy) Mitchill, 1824
  - Amurhecht (Esox reicherti) Dybowski, 1869
- Untergattung Kenoza
  - Amerikanischer Hecht (Esox americanus) Gmelin, 1789
    - Rotflossenhecht (Esox americanus americanus) Gmelin, 1789
    - Grashecht (Esox americanus vermiculatus) Lesueur, 1846

  - Kettenhecht (Esox niger) Lesueur, 1818

Der „Tigerhecht“ ist eine Kreuzung aus dem Europäischen Hecht und dem Muskellunge.
Zusätzlich zu Esox werden neuerdings auch zwei bisher zu den Hundsfischen (Umbridae) gezählte Gattungen, Dallia und Novumbra in die Familie Esocidae gestellt. Phylogenetische Untersuchungen in letzter Zeit haben gezeigt, dass diese Gattungen näher mit Esox als mit Umbra verwandt sind. Novumbra ist die Schwestergruppe von Esox, die beide zusammen die Schwestergruppe von Dallia sind. Alle drei Gattungen zusammen sind die Schwestergruppe von Umbra.